# El Ranchito Número Uno
El Ranchito Número Uno är en ort i Mexiko.   Den ligger i kommunen Guadalupe och delstaten Nuevo León, i den centrala delen av landet, 700 km norr om huvudstaden Mexico City. El Ranchito Número Uno ligger 432 meter över havet och antalet invånare är 183.
Terrängen runt El Ranchito Número Uno är varierad. Runt El Ranchito Número Uno är det tätbefolkat, med 511 invånare per kvadratkilometer. Närmaste större samhälle är Monterrey, 15,3 km väster om El Ranchito Número Uno. Runt El Ranchito Número Uno är det i huvudsak tätbebyggt.